# Max Lorenz (labdarúgó)
Max Lorenz (Bréma, 1939. augusztus 19. –) világbajnoki ezüst- és bronzérmes nyugatnémet válogatott német labdarúgó, középpályás.

## Pályafutása

### Klubcsapatban
Az SV Hemelingen csapatában kezdte a labdarúgást. 1960 és 1969 között a Werder Bremen, 1969 és 1972 között az Eintracht Braunschweig játékosa volt. A brémai csapattal egy-egy bajnoki és nyugatnémet kupagyőzelmet szerzett. 1972-ben vonult vissza az aktív labdarúgástól.

### A válogatottban
1965 és 1970 között 19 alkalommal szerepelt a nyugatnémet válogatottban és egy gólt szerzett. Tagja volt az 1966-os világbajnoki ezüstérmes csapatnak Angliában és az 1970-es világbajnoki bronzérmes csapatnak Mexikóban.

## Sikerei, díjai
NSZK
- Világbajnokság
  - ezüstérmes: 1966, Anglia
  - bronzérmes: 1970, Mexikó

 SV Werder Bremen
- Nyugatnémet bajnokság (Bundesliga)
  - bajnok: 1964–65
  - 2.: 1967–68
- Nyugatnémet kupa (DFB-Pokal)
  - győztes: 1961